# Castello di San Giorgio (Lisbona)

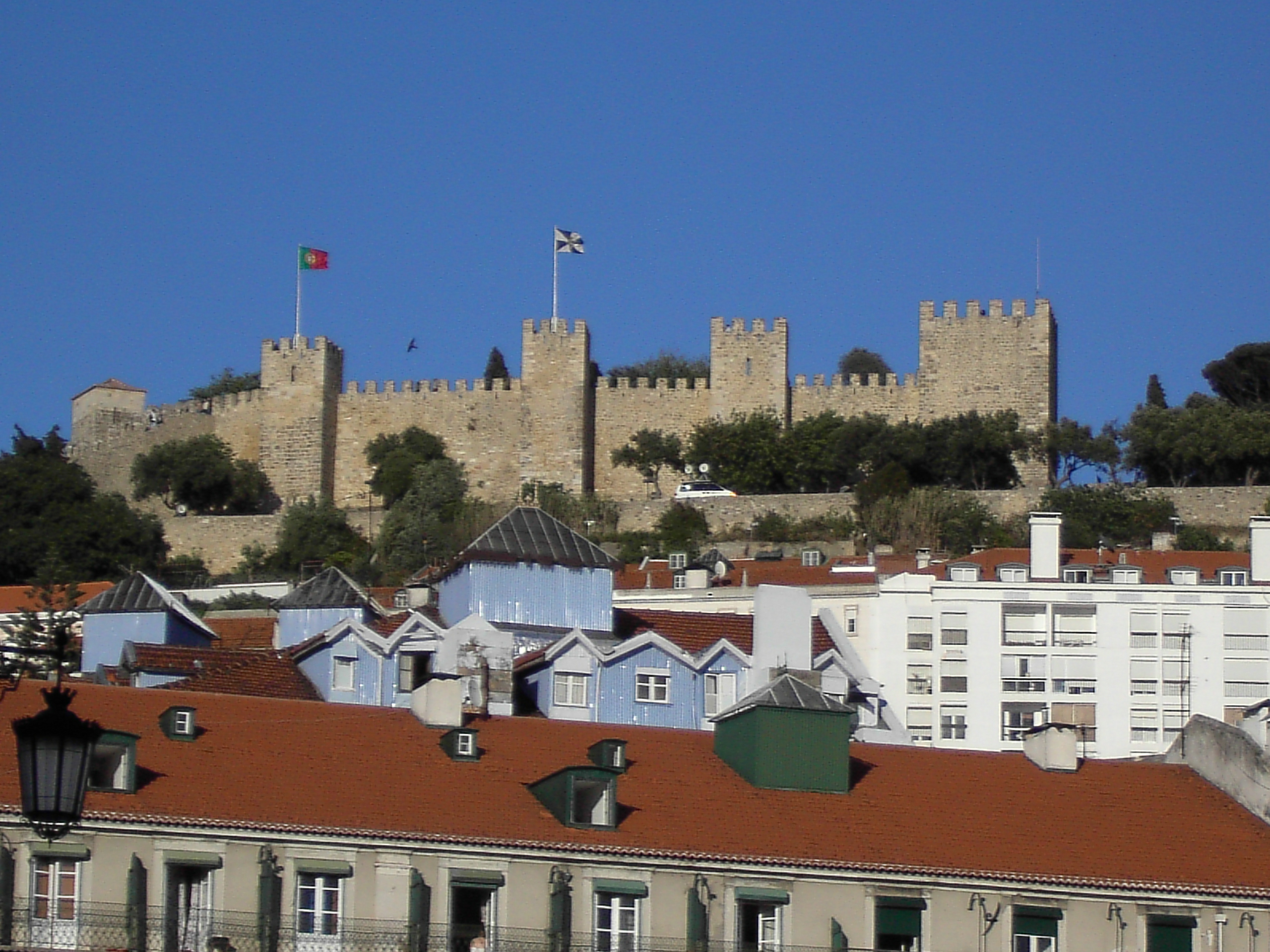
Il castello di São Jorge domina Lisbona

Il castello di San Giorgio (portoghese: Castelo de São Jorge) è il castello di Lisbona, la capitale del Portogallo e si trova sulla collina più alta del centro storico della città.

## Storia

### Origine
Sebbene le prime fortificazioni sulle colline di Lisbona siano state erette nel I secolo a.C., ricerche archeologiche hanno mostrato che l'occupazione umana della collina del castello esiste almeno dal VI secolo a.C., originariamente vi si trovavano tribù autoctone di Celti e Iberi (tuttavia con probabili influenze da parte dei Fenici, Greci e dei Cartaginesi), in seguito Romani, Suebi, Visigoti e Mori.

### Medioevo
Nel contesto della Reconquista cristiana il castello e la città di Lisbona furono liberate dal controllo dei Mori dal re Alfonso Enrico che riuscì nell'impresa con l'aiuto dei crociati nord-europei che prendevano parte alla seconda crociata. l'assedio di Lisbona, che si verificò nel 1147, fu l'unico successo di quella Crociata. Secondo una famosa leggenda, il cavaliere Martim Moniz, notando che una delle porte del castello era aperta, impedì che la porta si chiudesse di nuovo con il suo corpo, sacrificando la sua vita ma permettendo ai Cristiani di entrare nel castello.
Il castello aiutò Lisbona ad impedire successive incursioni moresche alla fine del XII secolo. Quando Lisbona divenne la capitale del regno, nel 1255, il castello divenne la sede del Palazzo Reale (il Paço da Alcáçova), fortemente rinnovato attorno al 1300 da re Dionigi I.
Tra il 1373 e il 1375, Ferdinando I fece costruire attorno all'intera città di Lisbona un nuovo muro di cinta (la Cerca Nova o Fernandina), di cui ancora oggi rimangono alcuni resti. Queste nuove mura che rimpiazzavano parzialmente i vecchi muri costruiti dai Mori e che erano stati realizzati per proteggere parti della città fino a quel momento senza difese, avevano 77 torri e un perimetro di 5400 metri, e furono costruite in soli due anni. Il castello e la città dovettero fronteggiare e resistere l'esercito di Castiglia diverse volte nel XIV secolo, nel 1373 e nel 1383-84.
Il castello fu dedicato a San Giorgio nel tardo XIV secolo da re Giovanni I, il quale aveva sposato la principessa inglese Filippa di Lancaster. Il santo guerriero, rappresentato mentre combatte il drago, era popolare in entrambe le nazioni.

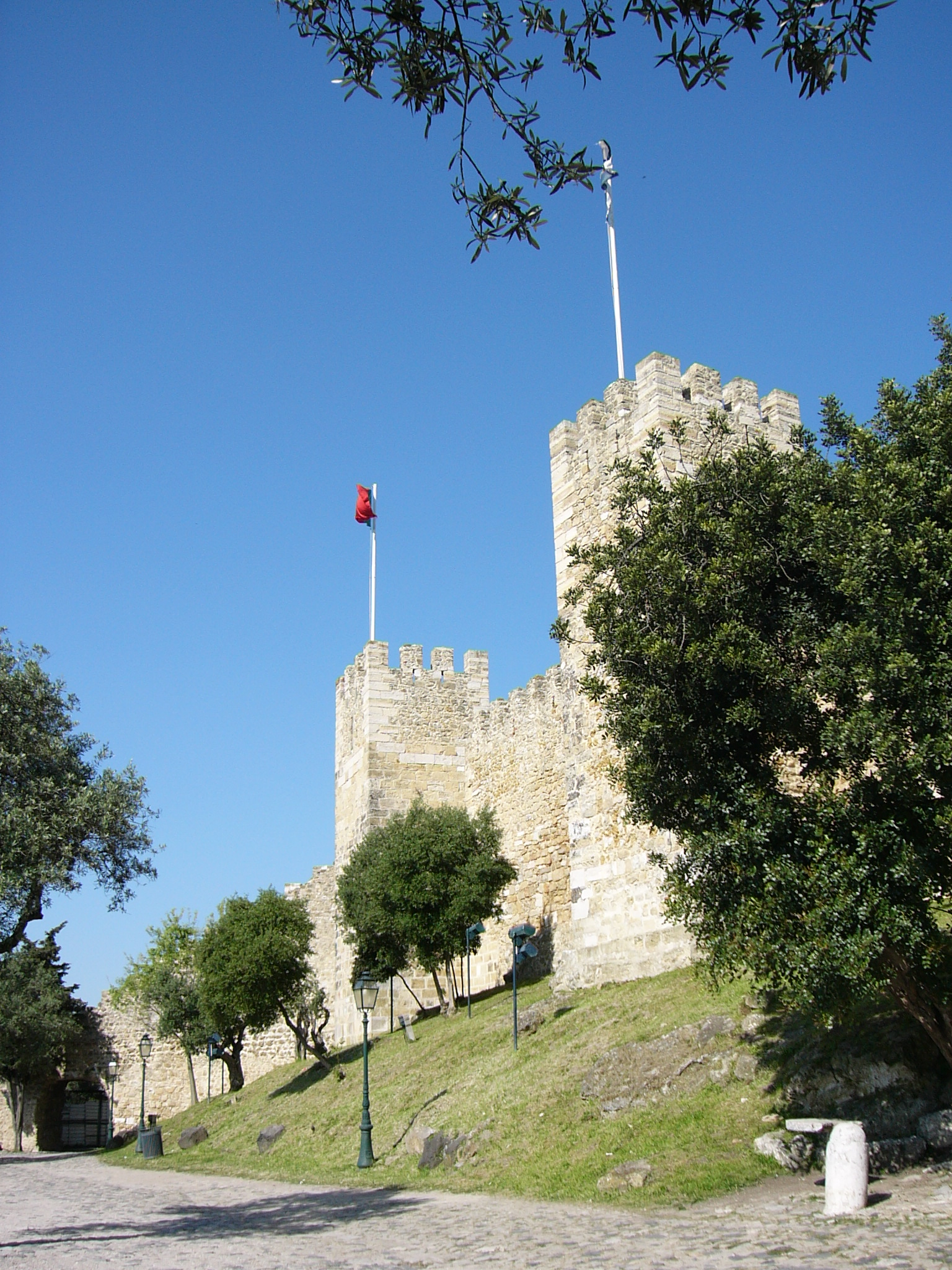
Mura del castello e torri.

Dal XIV secolo agli inizi del XVI secolo, una delle torri (la Torre de Ulisses o Torre Albarrã) del castello ospitò l'archivio del Regno. Per questa ragione, l'Archivio Nazionale del Portogallo è ancora oggi chiamato Torre do Tombo, cioè "Torre dell'Archivio". Eminenti cronisti come Fernão Lopes e Damião de Góis lavorarono qui. Come Palazzo Reale, il castello fu il luogo dell'incontro tra il navigatore Vasco da Gama, scopritore della via marina per l'India, e re Manuele I nel 1498. Inoltre nel 1502 il castello fu teatro di un'esibizione del famoso scrittore di opere teatrali Gil Vicente che recitò il suo Monólogo do Vaqueiro in onore della nascita del figlio ed erede di re Manuele I, il futuro re Giovanni III.

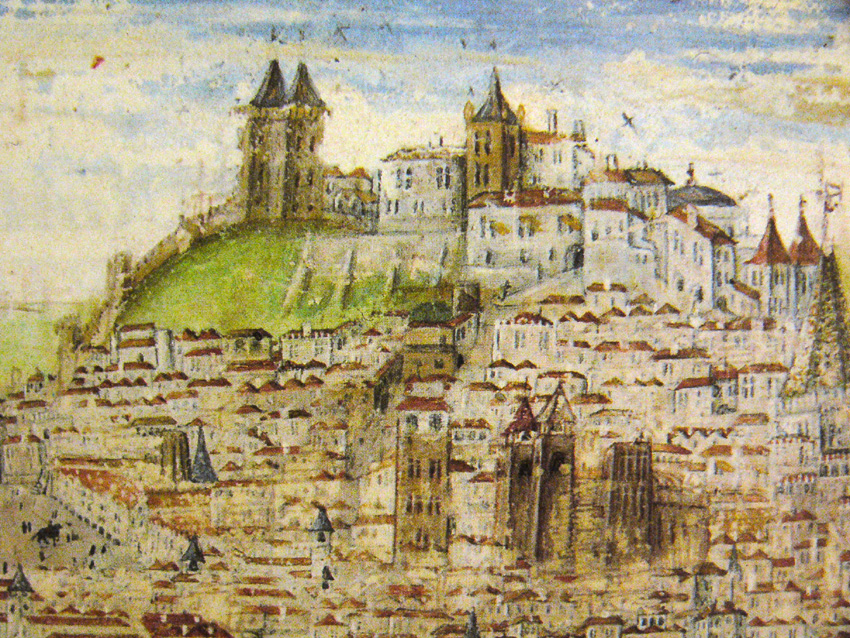
Vista di Lisbona e del suo castello nei primi anni del XVI secolo. Le due torri sul lato sinistro del castello erano parte del Palazzo Reale (Alcáçova), oggi in rovina.

### Epoca moderna

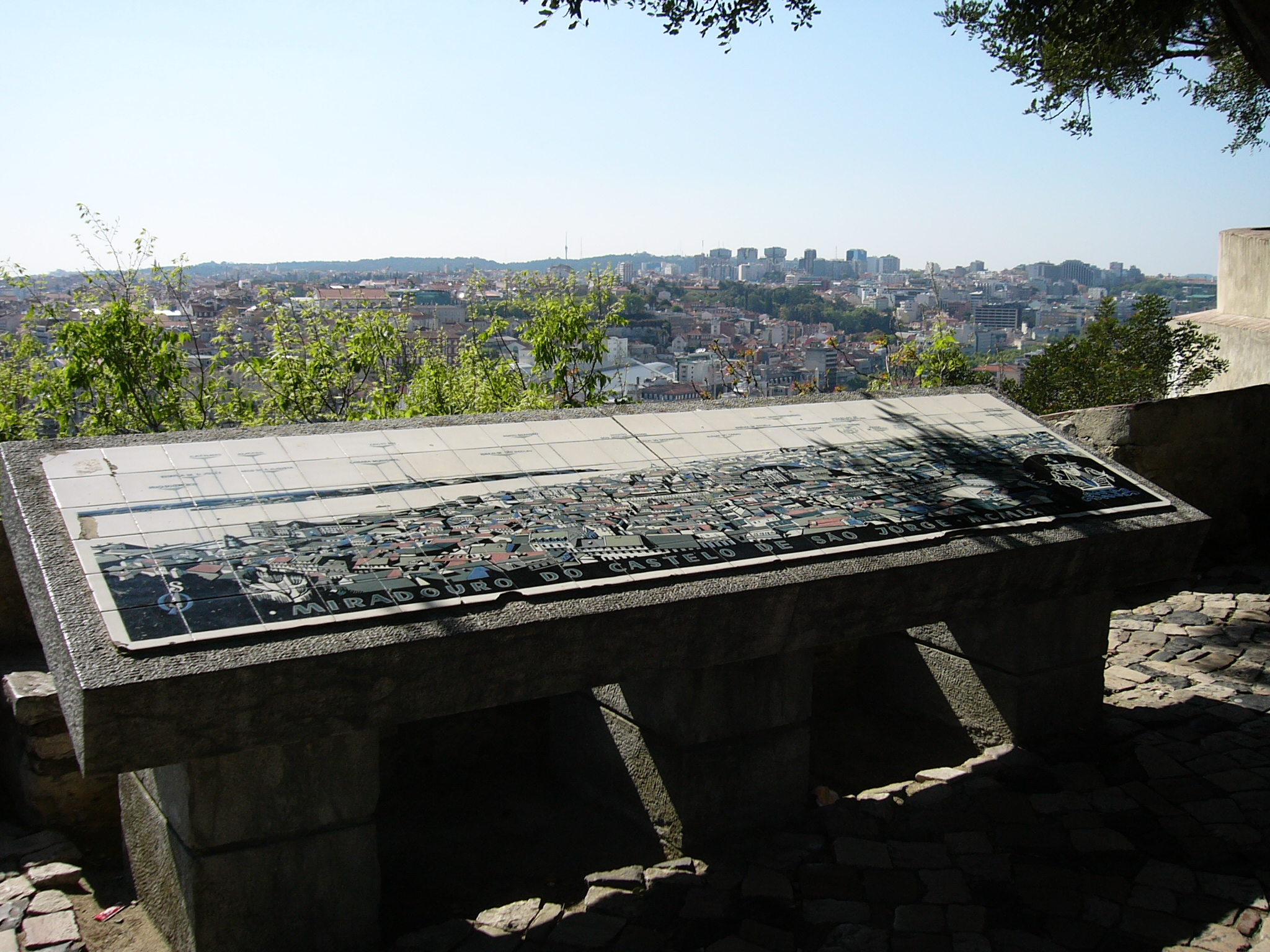
Vista di Lisbona

Agli inizi del XVI secolo, a causa della costruzione da parte di Manuele I di un nuovo Palazzo Reale nei pressi del fiume Tago - il Palazzo della Ribeira - il vecchio castello medievale di Lisbona iniziò a perdere importanza. Il terremoto di Lisbona del 1531 danneggiò il castello e contribuì al suo ulteriore decadimento. Nel 1569, re Sebastiano, ordinò la ricostruzione del Palazzo Reale nel castello così da poterlo usare come sua residenza. A seguito dell'inizio del periodo della dominazione spagnola, il palazzo fu usato come prigione e caserma.
Il grande terremoto di Lisbona del 1755 danneggiò seriamente il castello e fece aggravare il suo stato di decadimento. Dal 1780 al 1807, l'organizzazione caritatevole Casa Pia, che si occupava dell'educazione dei bambini orfani o provenienti da famiglie bisognose, ebbe la sua sede nella cittadella del castello. Nel 1788 il primo osservatorio geodetico del Portogallo venne creato in una delle torri del castello (la Torre do Observatório).
Il periodo di abbandono del castello finì negli anni quaranta del XX secolo, quando venne intrapresa, ad opera della Direção-Geral dos Edifícios e Monumentos Nacionais, un'estesa opera di ricostruzione e rimaneggiamento. La maggior parte delle strutture contrastanti con lo stile della costruzione, aggiunte nei secoli, vennero demolite. L'aspetto attuale del castello deriva in buona parte da tale ricostruzione, piuttosto che dal recupero di strutture originali. Il castello è attualmente una delle più visitate attrazioni turistiche di Lisbona, avendo registrato oltre due milioni di ingressi nel 2019.

### Architettura
L'area del castello è di forma quadrata e originariamente era completamente circondata da un muro, formando così la cittadella. Questa consiste del castello vero e proprio (il castelejo), alcune costruzioni (comprese le rovine del Palazzo Reale), giardini e una larga piazza con delle terrazze che permettono di godere di uno splendida vista sulla città di Lisbona. L'entrata principale della cittadella è costituita da un cancello del XIX secolo con lo stemma del Portogallo, il nome della regina Maria II e con la data, 1846. Questo cancello dà accesso alla piazza principale (Praça d'Armas), decorata con vecchi cannoni e una statua di bronzo di re Alfonso Enrico, colui che liberò il castello. Questa statua è una copia dell'originale del XIX secolo creata dallo scultore António Soares dos Reis, la quale si trova vicino al castello di Guimarães.
I resti del Palazzo Reale si trovano nella piazza principale, ma tutto ciò che è rimasto sono alcuni muri e alcune stanze ricostruite come la Casa Ogival. Adesso ospita l'Olissipónia, uno spettacolo multimediale riguardo alla storia di Lisbona.
Sul lato nord-occidentale dell'area della cittadella, sul punto più alto, si trova il castello medievale. Durante l'assedio, se gli assalitori riuscivano ad entrare nella cittadella, il castello era l'ultimo baluardo di difesa. È di forma rettangolare ed ha dieci torri. Un muro con una torre divide il cortile del castello in due parti connesse però con una porta. Una serie di scale permette ai visitatori di raggiungere la camminata lungo i muri e le torri, dalle quali si può gustare la splendida vista di Lisbona. La Torre de Ulisses (dove vi era l'archivio della Torre do Tombo) è dotata oggi di un periscopio che permette ai turisti di avere una visione a 360 gradi della città.
Oltre che dai suoi muri principali, il castello è protetto a sud e ad est da alcuni barbacane, dei muri bassi che impediscono alle armi da assedio di avvicinarsi alle mura principali del castello. I lati nord ed ovest invece sono protetti naturalmente dalla ripida collina. Il castello è parzialmente circondato da un fossato, ora prosciugato. L'entrata principale è costituita da un ponte di pietra. Sul lato ovest, vi è un lungo muro non portante che si estende in discesa e finisce su di una torre (la Torre de Couraça). Questa torre serviva per controllare la valle sottostante e poteva anche essere una via di fuga nel caso che il castello fosse conquistato dai nemici.